# فيمي بالوجين
فيمي بالوجين (بالإنجليزية: Femi Balogun)‏ (27 ديسمبر 1992 بكادونا في نيجيريا - ) هو لاعب كرة قدم نيجيري في مركز الوسط. شارك مع منتخب نيجيريا تحت 17 سنة لكرة القدم. أما مع النوادي، فقد لعب مع أتليتيكو بالياريس وكادونا يونايتد ونادي إيرميس أراديبو ونادي أولهانينسي ونادي فارنزي.

## روابط خارجية
- فيمي بالوجين على موقع اتحاد تركيا (لاعب) (الإنجليزية)
- فيمي بالوجين على موقع قاعدة بيانات كرة القدم.إي يو (الإنجليزية)
- فيمي بالوجين على موقع Soccerway.com (الإنجليزية)